# Hont (Nógrád)
Hont es un pueblo ubicado en el condado de Nógrád, Hungría.

## Superficie
Posee una superficie de 24,10 kilómetros cuadrados.

## Demografía
Hasta 2021 la población era de 471 habitantes, con una densidad de población de 19,54 habitantes por kilómetro cuadrado.